# Liste der Kreisstraßen im Rems-Murr-Kreis
Diese Liste enthält die Kreisstraßen im baden-württembergischen Rems-Murr-Kreis.

## Abkürzungen
- K: Kreisstraße
- L: Landesstraße

## Liste
Die Kreisstraßen behalten die ihnen zugewiesene Nummer nicht bei einem Wechsel in einen anderen Stadt- oder Landkreis. Nicht vorhandene bzw. nicht nachgewiesene Kreisstraßen sind kursiv gekennzeichnet, ebenso Straßen und Straßenabschnitte, die unabhängig vom Grund (Herabstufung zu einer Gemeindestraße oder Höherstufung) keine Kreisstraßen mehr sind.
Der Straßenverlauf wird in der Regel von Nord nach Süd und von West nach Ost angegeben.
| Nr.    | Verlauf |
| ------ | --- |
| K 1800 | Hörschhof – K 1907 in Sechselberg |
| K 1801 | L 1119 – Fautspach – K 1802 |
| K 1802 | L 1119 in Vorderwestermurr – K 1801 – Hinterwestermurr – Schloßhof – L 1120                                                                          |
| K 1803 | L 1150 – Kreisgrenze – (K 3251 im Ostalbkreis) |
| K 1804 | (K 2614 im Landkreis Schwäbisch Hall) – Kreisgrenze – Spielhof – L 1149 in Kirchenkirnberg                                                           |
| K 1805 | L 1066 in Murrhardt – Köchersberg |
| K 1806 | (K 2609 im Landkreis Schwäbisch Hall) – Kreisgrenze – Karnsberg – K 1901 in Murrhardt                                                                |
| K 1807 | L 1119 in Murrhardt – Waltersberg |
| K 1808 | Siebenknie – L 1066 in Murrhardt |
| K 1809 | K 1902 – Morbach – Kreisgrenze – (K 2606 im Landkreis Schwäbisch Hall)                                                                               |
| K 1810 | K 1903 in Hohenbrach – Eschenstruet – Hager – Zwerenberg – L 1066 in Bartenbach                                                                      |
| K 1811 | – Liemannsklinge |
| K 1812 | in Großerlach – Liemersbach – K 1903 in Erlach |
| K 1813 | K 1814 – Altfürstenhütte – Neufürstenhütte – Kleinerlach – Oberfischbach – in Großerlach                                                             |
| K 1814 | (K 2101 im Landkreis Heilbronn) – Kreisgrenze – Kuhnweiler – Hals – K 1813 – Böhringsweiler – Kreisgrenze – (K 2584 im Landkreis Schwäbisch Hall)    |
| K 1815 | L 1066 in Sulzbach an der Murr – Ittenberg |
| K 1816 | Kleinhöchberg – /L 1066 in Sulzbach an der Murr |
| K 1817 | L 1066 – Dauernberg |
| K 1818 | L 1066 in Spiegelberg – Großhöchberg |
| K 1819 | (K 2100 im Landkreis Ludwigsburg) – Kreisgrenze – Vorderbüchelberg – L 1066                                                                          |
| K 1820 | (K 2096 im Landkreis Ludwigsburg) – Kreisgrenze – L 1066 in Spiegelberg                                                                              |
| K 1821 | L 1066 in Spiegelberg – Jux – L 1117 |
| K 1822 | Nassach – L 1117 |
| K 1823 | L 1118 an der Kreisgrenze – Völkleshofen – Altersberg – Einöd – L 1118 in Kleinaspach                                                                |
| K 1824 | Wilhelmsheim – Schiffrain – K 1825 – in Oppenweiler                                                                                                  |
| K 1825 | K 1824 – in Oppenweiler |
| K 1826 | K 1897 – Steinbach – Oberbrüden – K 1827 – Mittelbrüden – K 1907 in Unterbrüden                                                                      |
| K 1827 | K 1826 – Oberbrüden |
| K 1828 | (K 1607 im Landkreis Ludwigsburg) – Kreisgrenze – Kleinaspach – L 1118 – Allmersbach am Weinberg – K 1829 – Rietenau – Hohrot – K 1830 in Großaspach |
| K 1829 | K 1828 in Allmersbach am Weinberg – Fautenhau – K 1828                                                                                               |
| K 1830 | L 1115 – Großaspach – K 1828 – K 1904 |
| K 1831 | K 1904 in Großaspach – K 1833 – L 1115 – K 1832 – Oberschöntal – Neuschöntal – K 1897                                                                |
| K 1832 | K 1831 – L 1115 in Backnang |
| K 1833 | K 1831 in Großaspach – L 1115 |
| K 1834 | (K 1606 im Landkreis Ludwigsburg) – Kreisgrenze – K 1835 – L 1114 in Kirchberg an der Murr                                                           |
| K 1835 | K 1834 in Kirchberg an der Murr – Kreisgrenze – (K 1604 im Landkreis Ludwigsburg)                                                                    |
| K 1836 | K 1907 in Lippoldsweiler – K 1838 in Hohnweiler |
| K 1838 | K 1908 in Oberweissach – Hohnweiler – K 1836 – K 1839                                                                                                |
| K 1839 | K 1838 – K 1908 |
| K 1840 | L 1080 in Allmersbach im Tal – K 1841 in Heutensbach                                                                                                 |
| K 1841 | K 1908 – Cottenweiler – K 1842 – Heutensbach – K 1840 – L 1080                                                                                       |
| K 1842 | K 1841 – Cottenweiler – Wattenweiler – K 1908 in Oberweissach                                                                                        |
| K 1843 | K 1917 in Backnang – Ungeheuerhof – K 1907 in Unterweissach                                                                                          |
| K 1844 | L 1080 in Backnang – K 1907 in Heiningen |
| K 1845 | /L 1120 – Nellmersbach – K 1846 – K 1847 in Leutenbach                                                                                               |
| K 1846 | K 1906 in Erbstetten – Nellmersbach – K 1845 |
| K 1847 | L 1114 in Weiler zum Stein – Leutenbach – K 1845 – K 1898 – Winnenden – L 1120 in Hertmannsweiler                                                    |
| K 1848 | L 1127 – L 1114 in Gollenhof |
| K 1849 | (K 1667 im Landkreis Ludwigsburg) – Kreisgrenze – K 1909 – Bittenfeld – L 1127                                                                       |
| K 1850 | L 1114/L 1127 – Schwaikheim – L 1140 – – K 1911 |
| K 1851 | L 1120 in Hertmannsweiler – K 1914 in Höfen |
| K 1852 | Baach bei Winnenden – K 1914 in Höfen |
| K 1853 | Winnenden – L 1140 – Hanweiler |
| K 1854 | L 1197 in Oeffingen – L 1142 in Hegnach |
| K 1855 | (K 9500 in Stuttgart) – Kreisgrenze – L 1197 – K 1910 in Schmiden                                                                                    |
| K 1856 | L 1193 in Waiblingen – L 1198 in Rommelshausen |
| K 1857 | L 1198 in Rommelshausen – L 1199 in Stetten |
| K 1858 | K 1911 – – K 1912 in Korb |
| K 1859 | L 1142 in Waiblingen – Beinstein – K 1860 – L 1199                                                                                                   |
| K 1860 | K 1859 in Beinstein – K 1912 in Kleinheppach |
| K 1861 | L 1198/L 1199 – Endersbach – K 1862 – K 1866 |
| K 1862 | K 1862 in Endersbach – K 1863 – Beutelsbach – K 1864 – Schnait – K 1865 – Baach – Kreisgrenze – (K 1210 im Landkreis Esslingen)                      |
| K 1863 | K 1866 – K 1862 |
| K 1864 | K 1862 in Beutelsbach – Kreisgrenze – (K 1212 im Landkreis Esslingen)                                                                                |
| K 1865 | K 1862 in Schnait – Manolzweiler – L 1150 – Kreisgrenze – (K 1209 im Landkreis Esslingen)                                                            |
| K 1866 | /L 1199 – Endersbach – K 1861 – – K 1863 – Großheppach – K 1912 – Grunbach – K 1913 – Geradstetten (– Abzweig zur ) – L 1140                         |
| K 1868 | K 1913 – Lehnenberg – K 1869 |
| K 1869 | L 1140 – K 1868 – Spechtshof – Reichenbach – L 1140 in Steinach                                                                                      |
| K 1870 | Bretzenacker – K 1915 |
| K 1872 | L 1140 in Steinach – K 1916 – Birkenweißbuch – K 1873 in Vorderweißbuch                                                                              |
| K 1873 | K 1916 – K 1875 – K 1876 – Vorderweißbuch – K 1872 – K 1874 – Streich – Bühlbronn – K 1916 in Schornbach                                             |
| K 1874 | K 1916 – K 1873 |
| K 1875 | Necklinsberg – K 1873 |
| K 1876 | K 1873 – Krehwinkel – Asperglen – L 1148 in Michelau                                                                                                 |
| K 1877 | L 1148 in Michelau – Steinenberg – L 1148 |
| K 1878 | Lindental – Schlechtbach – L 1148 in Rudersberg |
| K 1880 | Haubersbronn – Oberurbach – K 1881 – Unterurbach – Plüderhausen – K 1882 – Kreisgrenze – (K 3313 im Ostalbkreis)                                     |
| K 1881 | L 1150 – Schorndorf – L 1151 – L 1147 – – K 1880 in Unterurbach                                                                                      |
| K 1882 | Aichenbachhof – – K 1880 in Plüderhausen |
| K 1883 | L 1120 – K 1884 – K 1880 in Oberndorf |
| K 1884 | L 1120 – Mannenberg – K 1883 |
| K 1886 | L 1155 – Walkersbach – Kreisgrenze – (K 3270 im Ostalbkreis)                                                                                         |
| K 1887 | L 1080 – K 1895 – Welzheim – K 1888 – Rienharz – K 1888 – L 1155 in Pfahlbronn                                                                       |
| K 1888 | K 1887 – Burgholz – Döllenhof – K 1890 – Mannholz – K 1889 – Höldis – K 1887                                                                         |
| K 1889 | K 1888 – Brend – L 1155 in Alfdorf |
| K 1890 | K 1888 in Döllenhof – Voggenberg – K 1891 |
| K 1891 | L 1153 in Hintersteinenberg – Wahlenheim – K 1892 – Mittenweiler – Buchengehren – K 1890 – L 1153                                                    |
| K 1892 | L 1150 in Kaisersbach – K 1894 – Ziegelhütte – Täle – Gehren – Cronhütte – L 1080 – Schillinghof – Hüttenbühl – K 1891 in Wahlenheim                 |
| K 1894 | K 1892 in Kaisersbach – Grairich – Gebenweiler – Aichstrut – Schafhof – L 1080                                                                       |
| K 1895 | K 1887 – Eberhardsweiler |
| K 1897 | in Oppenweiler – Zell – K 1826 – Backnang – L 1115 – K 1917 – – K 1831 – K 1906 in Erbstetten                                                        |
| K 1898 | /L 1127 – K 1847 in Leutenbach |
| K 1900 | L 1119 in Vorderwestermurr – Käsbach – Klingen – Hammerschmiede – L 1120                                                                             |
| K 1901 | (K 2675 im Landkreis Schwäbisch Hall) – Kreisgrenze – Mannenweiler – Steinberg – K 1806 – L 1066 in Murrhardt                                        |
| K 1902 | K 1903 in Grab – K 1809 – Trauzenbach – Kieselhof – Vordermürrhärle – Hintermürrhärle – L 1066 in Murrhardt                                          |
| K 1903 | – Erlach – K 1812 – K 1810 – Hohenbrach – Grab – K 1902 – Schwalbenflug – Schönbronn – Kreisgrenze – (K 2674 im Landkreis Schwäbisch Hall)           |
| K 1904 | L 1124 – Großaspach – K 1830 – K 1831 – in Strümpfelbach                                                                                             |
| K 1905 | (K 1674 im Landkreis Ludwigsburg) – Kreisgrenze – L 1114 in Burgstall an der Murr                                                                    |
| K 1906 | L 1114 in Burgstall an der Murr – Erbstetten – K 1846 – K 1897 – in Maubach                                                                          |
| K 1907 | in Waldrems – Heiningen – L 1080 – Unterweissach – K 1908 – K 1843 – Unterbrüden – K 1826 – Lippoldsweiler – K 1836 – Sechselberg – K 1800 – L 1119  |
| K 1908 | K 1907 in Unterweissach – K 1841 – Aichholzhof – Oberweissach – K 1838 – K 1842 – Bruch – K 1839 – Lutzenberg – L 1120                               |
| K 1909 | (K 1673 im Landkreis Ludwigsburg) – Kreisgrenze – Bittenfeld – K 1849 – L 1140 – Hohenacker – Neustadt an der Rems – L 1142 in Waiblingen            |
| K 1910 | (K 9512 in Stuttgart) – Kreisgrenze – L 1197 – Schmiden                                                                                              |
| K 1911 | /L 1140 in Winnenden – K 1850 – K 1912 – K 1858 – L 1142 in Waiblingen                                                                               |
| K 1912 | K 1911 in Grab – Korb – K 1858 – Kleinheppach – K 1866 in Großheppach                                                                                |
| K 1913 | L 1140 in Winnenden – Breuningsweiler – K 1868 – Buoch – K 1866 in Grunbach                                                                          |
| K 1914 | L 1120 in Stöckenhof – Bürg – Schulerhof – Baach bei Winnenden – K 1852 – K 1851 – Höfen – L 1140                                                    |
| K 1915 | L 1120 in Stöckenhof – Öschelbronn – Rettersburg – Oschelbohm – K 1916 – L 1140 in Steinach                                                          |
| K 1916 | K 1915 in Oppelsbohm – K 1873 – Birkenweißbuch – K 1872 – K 1874 – Schornbach – K 1873 – L 1150 in Schorndorf                                        |
| K 1917 | L 1115 in Backnang – K 1843 – L 1080 in Backnang |